# Une espionne sur le toit
Une espionne sur le toit est le quatrième album de bande dessinée de la série Tigresse Blanche.

## Synopsis
Alix Yin Fu est chargée d'éliminer une Tigresse Blanche qui a perdu sa couverture. Elle choisit de lui sauver la vie. Ji-Hui lui enseigne les 99 points de pression suprêmes ce qui permet à Alix de devenir le garde du corps de T.V. Soong afin de l'espionner.

## Personnages
- Général Tai Li : chef des services secrets nationalistes chinois.
- John Keswick : agent du MI6 en Extrême-Orient de la compagnie Jardine & Matheson et frère de William.
- William Keswick : agent du MI6 en Extrême-Orient de la compagnie Jardine & Matheson et frère de John.
- Alix Yin Fu : jeune Tigresse Blanche assigné à l'agence secrète communiste et tueuse à gages.
- Ching Ling : veuve de Sun Yat-sen et conseillère de Mao Tsé-Toung.
- Ji-Hui : il est chargé de protéger secrètement Alix pour le compte de Zizhu. Il devient le dragon de jade d'Alix.
- Kang Sheng : chef des services secrets communistes chinois.
- Yi Zi : Tigresse Blanche infiltrée chez les Keswick, devenue concubine de John pour les espionner.
- Comte Hilaire du Berrier : aventurier américain de souche française.
- Butterfly Wu : star de cinéma à Shanghai et maîtresse de Tai Li.
- T.V. Soong : ministre des finances de Tchang-Kaï-Chek.
- Laura Soong : épouse de T.V. Soong.
- May Ling : épouse de Tchang-Kaï-Chek et sœur de Ai Ling et de Ching Ling.
- Big Ear Tu : chef de la Triade Verte de Shanghaï.
- Albert von Miorini : chirurgien travaillant pour le compte des services secrets.

## Autour de l'album
- Nouvelle histoire en deux parties. Cette fois Alix est en mission à Shanghai. Elle croise de nombreux personnages qui ont existé. Cet épisode a été publié une première fois par Libération en 2007.

## Éditions
- Une espionne sur le toit - Dargaud - 2007 : Première édition (collection : Tigresse blanche) -  (ISBN 978-2-505-00146-1)